# Playa de la Antilla (Guipúzcoa)
La playa La Antilla está situada al este de la desembocadura de la ría de Oria, en el municipio guipuzcoano de Orio, País Vasco (España).